# Orthotrichum elongatum
Orthotrichum elongatum là một loài Rêu trong họ Orthotrichaceae. Loài này được Taylor mô tả khoa học đầu tiên năm 1846.